# Монбудиф
Монбуди́ф (фр. Montboudif, окс. Montbodiu) — коммуна во Франции, находится в регионе Овернь. Департамент — Канталь. Входит в состав кантона Конда. Округ коммуны — Сен-Флур.
Код INSEE коммуны — 15129.
Коммуна расположена приблизительно в 390 км к югу от Парижа, в 55 км юго-западнее Клермон-Феррана, в 55 км к северо-востоку от Орийака.

## Население
Население коммуны на 2008 год составляло 208 человек.
| 1962 | 1968 | 1975 | 1982 | 1990 | 1999 | 2008 |
| ---- | ---- | ---- | ---- | ---- | ---- | ---- |
| 497  | 512  | 339  | 311  | 251  | 231  | 208  |

## Экономика
В 2007 году среди 135 человек в трудоспособном возрасте (15—64 лет) 96 были экономически активными, 39 — неактивными (показатель активности — 71,1 %, в 1999 году было 72,4 %). Из 96 активных работали 88 человек (52 мужчины и 36 женщин), безработных было 8 (3 мужчин и 5 женщин). Среди 39 неактивных 11 человек были учениками или студентами, 20 — пенсионерами, 8 были неактивными по другим причинам.

## Достопримечательности
- Музей Жоржа Помпиду